# Красный Партизан (Волгоградская область)
Красный Партизан — поселок в Среднеахтубинском районе Волгоградской области.
Входит в состав Краснооктябрьского сельского поселения.

## География
В поселке имеются две улицы — Полевая и Шумроватая.
Географическое положение
Расстояние до:
районного центра Средняя Ахтуба: 33 км.
областного центра Волгоград: 55 км.
Ближайшие населённые пункты
Надеждин 10 км, Коммунар 10 км, Ковыльный 14 км, Восьмое Марта 16 км, Вондо 19 км, Красный Октябрь 19 км, Волжанка 20 км, Рахинка 21 км, Звездный 22 км, Бахтияровка 23 км, Борьба за Мир 23 км, Ленинск 24 км, Верхнепогромное 24 км, Восьмое Марта 25 км, Заплавное 27 км, Маляевка 27 км, Путь Ильича 28 км, Заря 28 км, Новостройка 28 км, Рассвет 28 км, Стандартный 28 км

## Население
| 2010 |
| ---- |
| 33   |